# HD 189733
HD 189733 è un sistema stellare che dista circa 65 anni luce dalla Terra nella costellazione della Volpetta, di magnitudine 7,67.

## Sistema stellare
HD 189733 A è una nana arancione paragonabile a Epsilon Eridani, e possiede almeno un pianeta extrasolare. La compagna è una debole nana rossa di classe M distante 216 UA e avente un periodo orbitale di circa 32.000 anni.
La stella si trova ad appena 0,3º ad est della famosa Nebulosa Manubrio (M27), ha una magnitudine apparente di 7,7, tipo spettrale K.
È osservabile già con l'ausilio di un binocolo.

### Sistema planetario
Attorno a HD 189733 A nel 2005 è stato individuato un pianeta extrasolare, HD 189733 b. Il pianeta è un gigante gassoso gioviano caldo più grande del 15% rispetto a Giove, ma è molto più vicino alla sua stella che orbita in circa 2 giorni.
Nel 2007, tramite analisi spettrometriche, è stata annunciata la presenza di vapore acqueo nell'atmosfera del pianeta. È il secondo pianeta extrasolare in cui ci sono state trovate evidenze di acqua.

Nonostante il pianeta non sia abitabile, visto che la temperatura atmosferica raggiunge i 1000° C, la scoperta di acqua aumenta la probabilità che un tale elemento essenziale per la vita possa trovarsi anche in pianeti più simili alla Terra.

### Prospetto
Segue un prospetto dei componenti del sistema planetario di HD 189733 A, in ordine di distanza dalla stella.
| Pianeta | Tipo        | Massa   | Raggio  | Periodo orb.   | Sem. maggiore | Eccentricità | Scoperta |
| ------- | ----------- | ------- | ------- | -------------- | ------------- | ------------ | -------- |
| Ab      | Super Giove | 1,16 MJ | 1,23 MJ | 2,21857 giorni | 0,0314 au     | 0,0041       | 2005     |